# 临江场站
临江场站位于重庆市永川区，为成都铁路局管辖的四等站。

## 简介
临江场站是成渝铁路上车站，离重庆站150公里，离成都站354公里，

## 职能
- 客运：办理旅客乘降；行李、包裹托运。
- 货运：办理整车货物发到；不办理整车爆炸品及整车一级氧化剂发到。

## 历史
- 1952年，临江场站建成。